# When in Rome (Band)
When in Rome ist eine britische New-Wave-Gruppe, die ihren größten Erfolg Ende der 1980er Jahre hatte.

## Geschichte
Gegründet wurde die Band durch den Sänger Clive Farrington, einem früheren Mitglied der Gruppe Leisure aus Manchester. Ein anderes früheres Mitglied dieser Band, Corinne Drewery, wurde später mit Swing Out Sister bekannt. Farrington schloss sich mit Michael Floreale und Andy O’Connell zusammen. Farrington und Floreale schrieben zusammen neues Songmaterial und noch bevor erste Demoaufnahmen begonnen waren, verließ O’Connell die Band und wurde von Andrew Mann ersetzt. Mithilfe der Demoaufnahmen erhielt When in Rome einen Plattenvertrag bei Virgin Records. Nachdem die Maxi-Single The Promise bis an die Spitze der Billboard Dance-Club-Play Charts stieg, begannen die Aufnahmen für ein ganzes Album. Als erste reguläre Single des den Bandnamen als Titel tragenden Debütalbums wurde eine neu abgemischte, kürzere Version von The Promise ausgekoppelt, die 1988 Position elf der Billboard Hot 100 erreichte. Das Album selbst erreichte Platz 84 der US-Albumcharts. Die nächste Single-Auskopplung erreichte nur noch knapp die Hot 100, zwei weitere Singles konnten sich überhaupt nicht in den Hot 100 platzieren. Aufgrund ausbleibenden Erfolges löste sich die Gruppe bereits 1990 wieder auf, ohne ein weiteres Album veröffentlicht zu haben.
Michael Floreale zog in die Vereinigten Staaten, wo er ab 2006 unter dem Bandnamen When in Rome mit anderen Musikern auftrat. Clive Farrington und Andrew Mann blieben in Großbritannien und traten dort ab 2009 auch als When in Rome auf. In den USA führen sie hingegen den Namen Clive Farrington and Andrew Mann formerly of When in Rome, da Floreale den Bandnamen seinerzeit in den Vereinigten Staaten schützen ließ.

## Diskografie
- 1988: When in Rome (Virgin Records)